# I Sassi di Matera
I Sassi di Matera er betegnelsen for den centrale og ældste del af byen Matera i Basilicata i Italien. I Sassi di Matera blev i 1993 optaget på UNESCO's liste over verdenskulturarv.
Sassi er betegnelsen for huleboliger, og hele den ældste del af byen består af boliger, der er hugget ind i klippen. Nogle af dem er meget enkle, men der findes også sassi med adskillige rum og med facader, så det ikke umiddelbart kan ses, at der er tale om huleboliger. Der findes også kirker, der helt eller delvist er bygget som Sassi. Geologisk består området af porøs kalksten, der gør det relativt let at udhugge klippehuler. Også i byens omegn findes der adskillige klippehuler; men det er enestående, at der i Matera findes en hel by bestående af klippehuler.
I Sassi di Matera er beskrevet i Carlo Levis bog, Kristus standsede ved Eboli, hvor han skildrer området i 1930'erne som utroligt fattigt og sygdomsplaget på grund af manglende kloakering og rent drikkevand. I 1954 besluttede den italienske stat, at området ikke mere skulle anvendes til beboelse, og at der skulle opføres nye boliger til beboerne. Det var dog først omkring 1970, at dette projekt var endeligt gennemført. Området forfaldt herefter i nogle år, indtil der opstod bevidsthed om det enestående i området. I dag fremstår området i god stand og besøges hvert år af mange turister.
- Wikimedia Commons har flere filer relateret til I Sassi di Matera

- 40°40′00″N 16°36′30″Ø / 40.6667°N 16.6083°ØByture